# Orconectes inermis ssp. testii
Orconectes inermis ssp. testii је подврста животињске врсте Orconectes inermis, класе Crustacea, која припада реду Decapoda. 

## Угроженост
Ова врста се сматра рањивом у погледу угрожености врсте од изумирања.

## Распрострањење
Сједињене Америчке Државе су једино познато природно станиште врсте.

## Станиште
Станиште врсте су слатководна подручја.